# Aviculina
Aviculina  es un lignano. Es bioactivo aislado de Pseudocydonia sinensis o Polygonum aviculare.